# Легенда за изгубените
„Легенда за изгубените“ (на английски: Legend of the Lost) е приключенски филм на режисьора Хенри Хатауей, който излиза на екран през 1957 година.

## Сюжет
По следите на един изгубен град в пустинята трима авантюристи се озовават насред Сахара в търсене на изгубено съкровище.

## В ролите
| Актьор           | Роля          |
| ---------------- | ------------- |
| Джон Уейн        | Джо Дженуъри  |
| София Лорен      | Дита          |
| Росано Браци     | Пол Бонърд    |
| Курт Каснар      | Префект Дукас |
| Юсеф Дауд        | Д-р Гамаел    |
| Соня Мозер       | момиче        |
| Ангела Порталури | момиче        |
| Ибрахим Ел Хадиш | Гали Гали     |